# Zelia Nuttall
Zelia Maria Magdalena Nuttall (São Francisco, 6 de setembro de 1857 — Coyoacán, 12 de abril de 1933) foi uma arqueologista e antropóloga norte-americana especializada em culturas astecas e pré-colombinas.

## Biografia

### Vida pessoal
Nasceu em 6 de setembro de 1857, como Zelia Maria Magdalena Nuttall, na cidade de São Francisco, filha de Magdalena Parrot e Robert Kennedy Nuttall. Quando criança, sua mãe a presenteou com o livro "Antiguidades do México", de Lord Kingsborough, que despertou o interesse de Nuttall no México, terra natal de sua mãe. Mudou-se com sua família para a Europa, devido a problemas de saúde de seu pai. No continente europeu, estudou com professores particulares na França, Alemanha, Itália e estudou na Bedford College na Inglaterra. Retornou com sua família para São Francisco em 1865. Casou-se com Alphonse Louis Pinart em Pas-de-Calais, no ano de 1880; juntos tiveram uma filha chamada Nadine, nascida em 1882. Nuttall se separou em 1884, conseguindo seu divórcio em 1888. Morou até o ano de 1902 nos Estados Unidos, quando mudou-se definitivamente para o México, fazendo viagens ocasionais para a Europa e os Estados Unidos. No México, comprou, para servir de sua residência, uma mansão histórica que pertenceu a Pedro de Alvarado, chamada "Casa Alvarado", localizada em Coyoacan, onde recebia arqueólogos e pessoas ilustres. Nuttall faleceu no dia 12 de abril de 1933, em sua casa no México.

### Carreira
Durante uma viagem ao México, em 1884, trabalhou para o Museu Nacional, coletou pequenas esculturas de terracota de Teotihuacan e fez sua primeira publicação em 1886, sobre esses artefatos. Trabalhou como assistente honorária da Arqueologia mexicana no Museu Peabody da Universidade de Harvard, e em 1890, encontrou o "Codex Magliabecchi" do século XVI na Biblioteca Nacional Central de Florença, e foi publicado em 1903, como "O Livro da Vida dos Antigos Mexicanos". Nuttall também encontrou um manuscrito pictográfico mixteca pré-colombiano na posse de Robert Curzon, lorde Zouche de Haynworth, que o Museu Peabody publicou com o nome de "Codex Nuttall". Um dos seus melhores trabalhos foi publicado em 1901, "Os Princípios Fundamentais do Novo e do Velho Mundo".

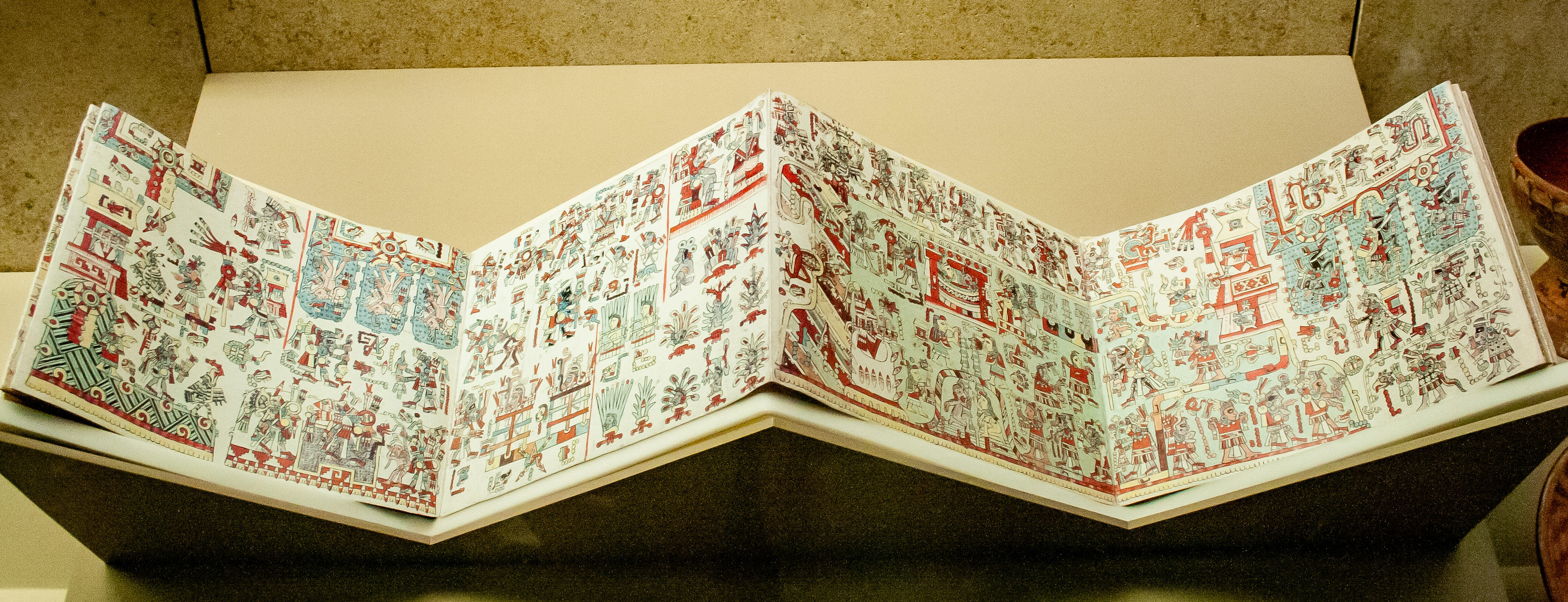
Codex Nuttall, em Museu Britanico.

Durante sua pesquisa sobre o julgamento de mexicanos na inquisição, no Arquivo Nacional do México, Nuttall descobriu os manuscritos de Sir Francis Drake, e viajou pela Europa para procurar os manuscritos de Drake e Hawkins que não haviam sido publicados; sua pesquisa foi publicada em 1914, pela Hakluyt Society de Londres.
Em 1910, liderou uma escavação oficial em La Isla de Sacrificios (em português: A Ilha dos Sacrifícios), local onde ocorria cerimônias com sacrifícios por volta dos anos de 1500. Na breve escavação, encontraram artefatos de cerâmica e as ruínas de uma estrutura. Com a descoberta, Nuttall pediu autorização ao governo mexicano para continuar com as escavações, que foi negado por Leopoldo Batres, o inspetor de monumentos mexicanos da época. Tempos depois, Batres reivindicou para si a descoberta das ruínas na ilha. Nuttall publica na American Anthropologist  sua descoberta na ilha e a experiencia que teve com o inspetor de monumentos. Batres emitiu uma refutação, dizendo que Nuttall sofria de histeria feminina.
Nuttall foi membro do Conselho Consultivo do Departamento de Antropologia da Universidade da Califórnia, da Sociedade Filosófica Americana, da Associação Asiática Americana, da Sociedade Numismática e Antiquária da Filadélfia, da Academia de Ciências da Califórnia, e foi membro correspondente de sociedades estrangeiras de diversos países europeus e da América do sul. Também foi fellow da Associação Antropológica Americana, da Sociedade Etnológica Americana, da Sociedade Geográfica Americana, da Associação Americana para o Avanço da Ciência, da Sociedade Hispânica da América, do Instituto Real de Antropologia; e diretora de campo do Centro Arqueológico Crocker.

## Prêmios e honrarias
- 1892 - medalha de ouro na Exposição Histórica de Madrid.[2]
- 1893 - medalha de ouro na Exposição Histórica de Chicago.[2]
- 1901 - medalha de ouro na Exposição Histórica de Buffalo.[2]